# شمس اليوم الثامن
شمس اليوم الثامن هي رواية للكاتب الفلسطيني إبراهيم نصر الله، صدرت عن دار طباق في رام الله، بالتعاون مع الدار العربية للعلوم، طبعة خاصة بفلسطين عام 2023. تقع في 136 صفحة. تدور أحداث الرواية في فلسطين عام 1900، وتستقي الرواية جزءًا من التراث الشعبي، حيث يروي نصر الله كيف استلهم أحداثها من حكاية جدّه التي تناقلتها والدته، والتي أصبحت جزءًا من إرثه الشخصي بعد وفاتها في عام 2019. تُعد الرواية إضافة مميزة إلى مشروع "الملهاة الفلسطينية.

## أحداث الرواية
تدور أحداث الرواية في فلسطين عام 1900، حيث يملك الفتى "علي" جملًا يرفض بيعه. ينمو في "خرج" الجمل نواة تمرة لتصبح نخلة، يعجز علي عن اقتلاعها، ويظل الجمل رافضًا أن تغادر النخلة مكانها. تنمو النخلة وتثمر البلح، مما يخلق علاقة خاصة بين الجمل والنخلة، وتبدأ سلسلة من الأحداث التي تستكشف علاقة الفتى بأرضه.
تناولت الرواية قضايا مثل البحث عن الهوية، الاحتلال، الصراع بين الأجيال، والظلم الاجتماعي والسياسي. كما تتناول موضوعات الحرية، والحب، والمقاومة في ظل التغيرات الاجتماعية والسياسية التي تعكس معاناة الإنسان بأسلوب يجمع بين الفنتازيا والواقع.